# Maxim Antoniuc
Maxim Antoniuc (n. 15 ianuarie 1991) este un fotbalist din Republica Moldova care evoluează la clubul Milsami Orhei. Anterior el a mai jucat la Zimbru Chișinău, Iskra-Stali Rîbnița și FC Veris.
Fratele său, Alexandru Antoniuc, de asemenea este fotbalist.